# Natale in Italia

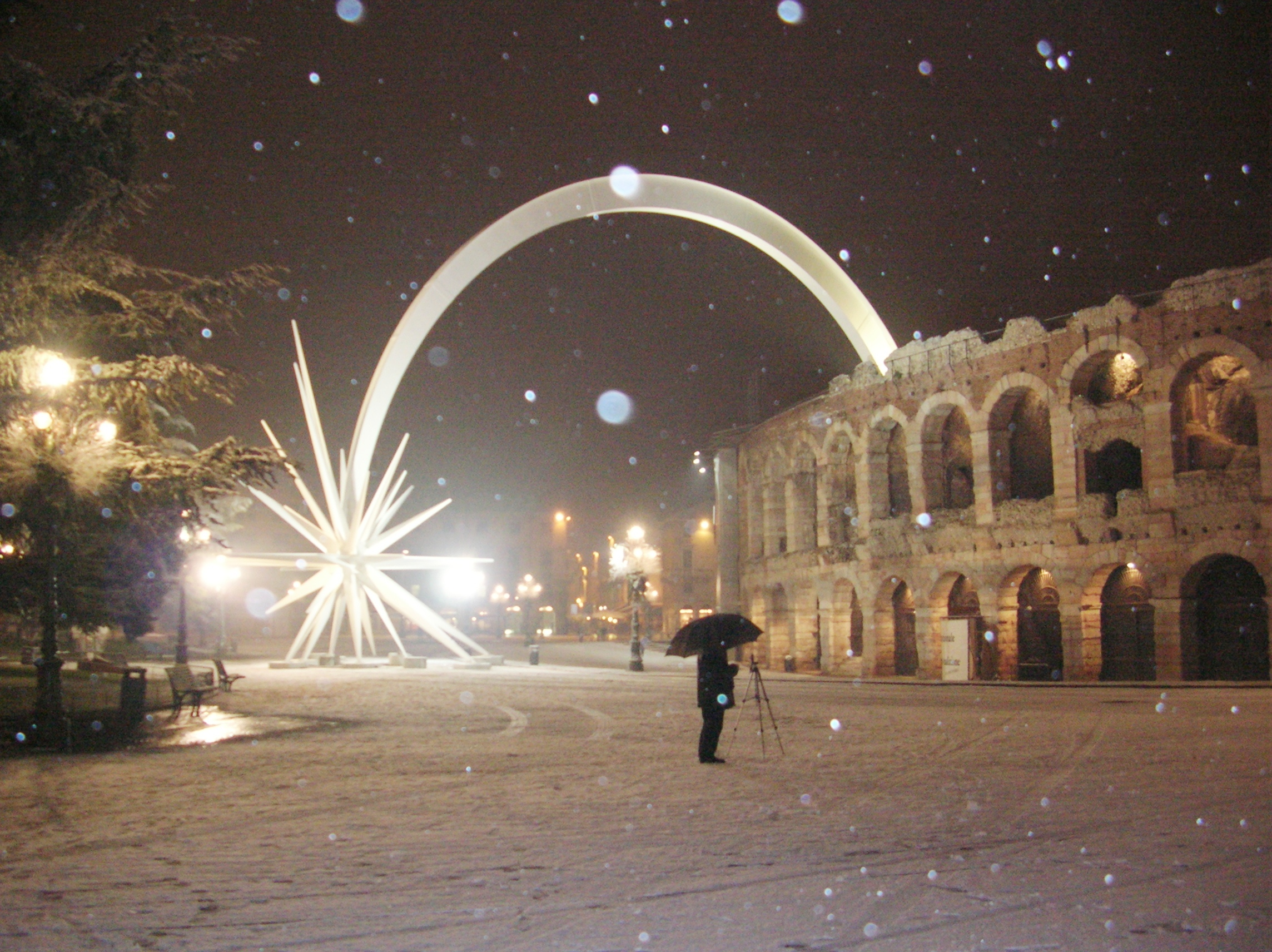
Luci di Natale a Verona

Questa voce descrive le principali tradizioni natalizie dell'Italia, oltre agli aspetti storici e socio-economici della festa.

## Etimologia

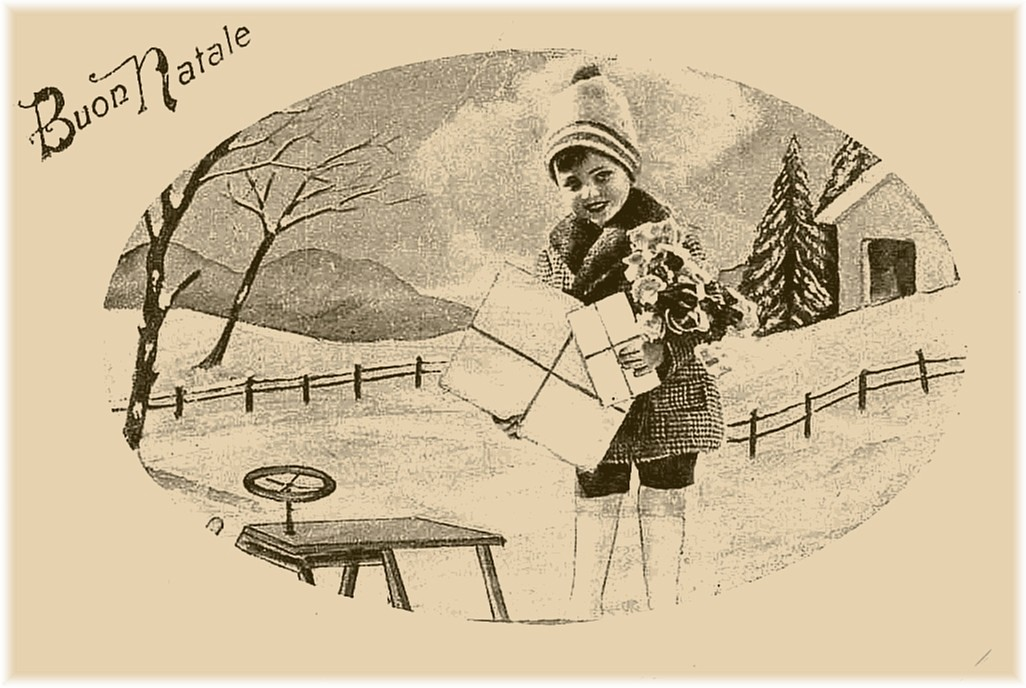
Una cartolina natalizia italiana del 1931

Il termine "Natale" deriva dal latino natalis.
Formule d'augurio in italiano sono "Buon Natale" e "Felice Natale".

## Celebrazioni religiose
A partire dal 16 dicembre e fino al giorno della Vigilia di Natale, viene recitata in ambito ecclesiastico la novena di Natale.
Il 24 dicembre, Vigilia di Natale, viene celebrata la messa notturna di Natale, chiamata anche Messa di mezzanotte.
La notte del 31 dicembre, notte di San Silvestro, nella messa vespertina della Solennità di Maria Madre di Dio viene tipicamente cantato il Te Deum come segno di gratificazione per l'anno trascorso.

## Tradizioni popolari

### Presepe

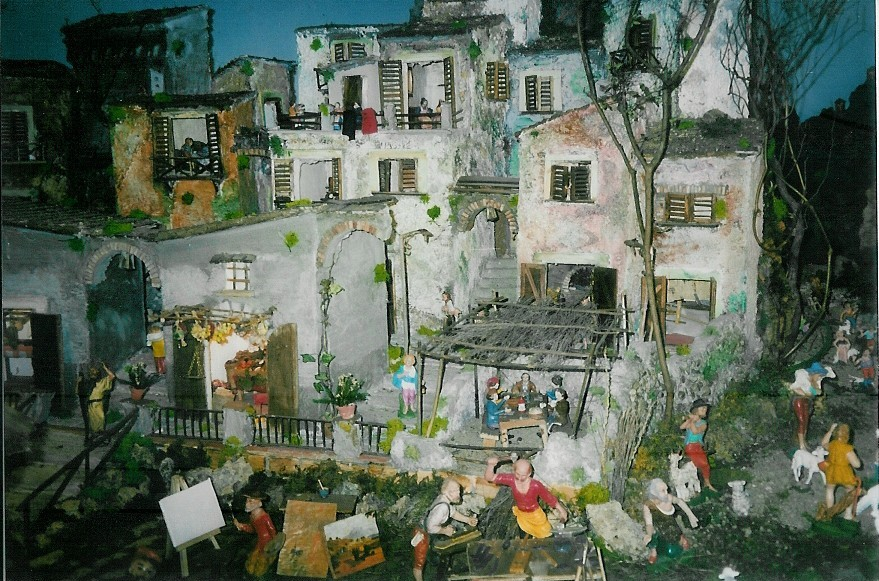
Presepe ad Amalfi (Campania)

Dall'Italia proviene la tradizione del presepe.
Quello che è considerato il primo presepe della storia (un presepe vivente) fu allestito da San Francesco d'Assisi a Greccio nel 1223.. Tuttavia, scene delle natività si riscontravano già a Napoli nel 1025.
In Italia, si sono poi diffuse tradizioni presepistiche regionali, come quella del presepe bolognese, del presepe genovese e del presepe napoletano.

### Ceppo di Natale
La tradizione del ceppo di Natale, un tempo diffusa, è attestata in Italia sin dall'XI secolo. Di questa tradizione viene fornita una descrizione particolareggiata in un libro stampato a Milano nel XIV secolo.
Il ceppo di Natale figura con nomi diversi a seconda delle regioni: in Toscana è noto come "ciocco", mentre in Lombardia è noto come "zocco". 
In Val di Chiana (Toscana), era usanza che i bambini, bendati, dovessero colpire il ceppo con delle tenaglie, mentre il resto della famiglia intonava l'Ave Maria del Ceppo. Che la tradizione fosse un tempo molto radicata in Italia, è dimostrato dal fatto che il Natale in Toscana veniva chiamato "festa del ceppo".

### Albero di Natale

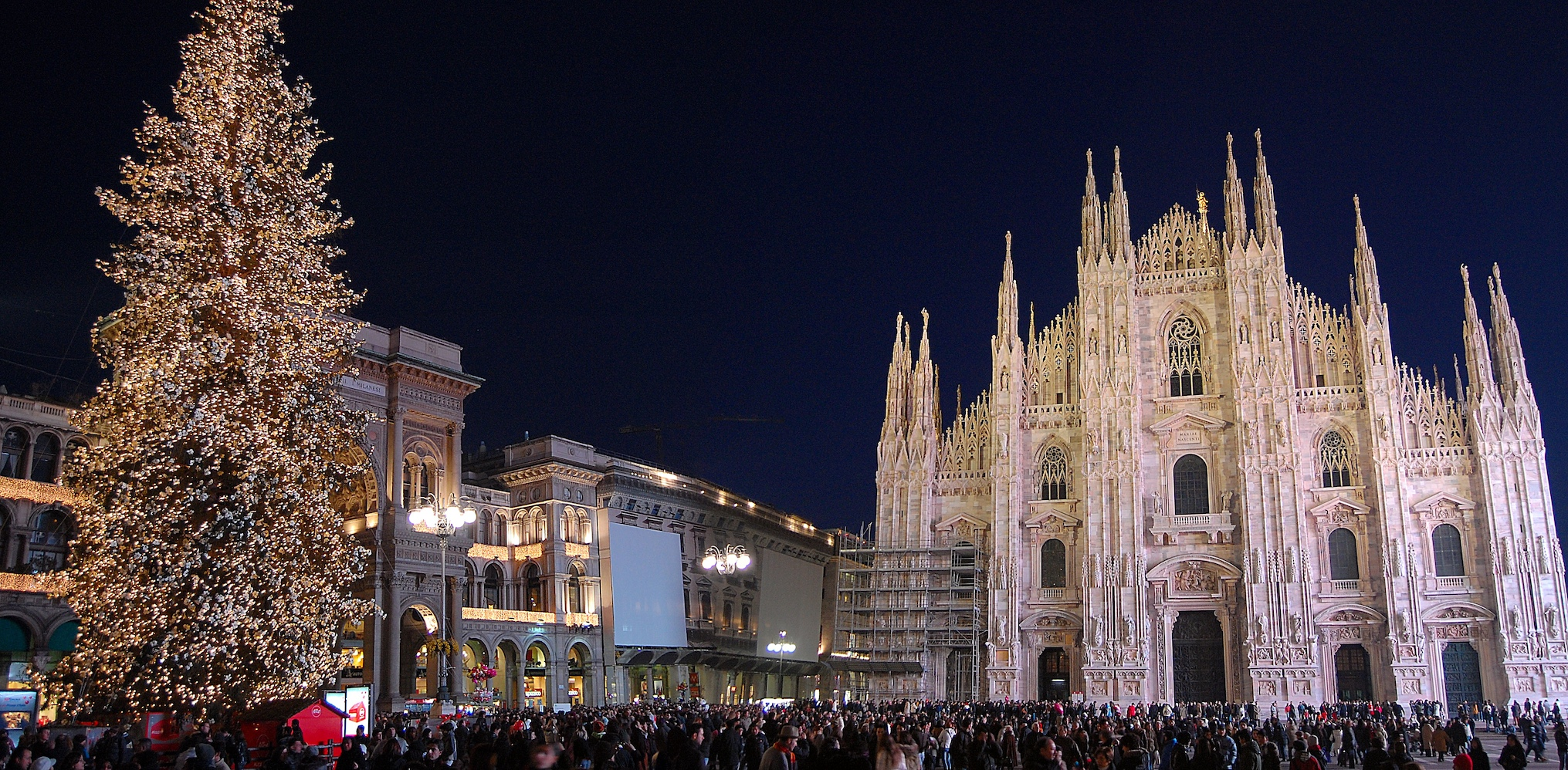
Albero di Natale a Milano

La tradizione dell'albero di Natale, di origine germanica, è stata adottata ampiamente anche in Italia nel corso del Novecento, inizialmente soprattutto nel Settentrione per poi diffondersi anche nel resto del paese. Pare che il primo albero di Natale in Italia sia stato eretto al Quirinale per volere della regina Margherita, verso la fine dell'Ottocento. Durante il fascismo tale usanza venne contrastata dal regime (essendo considerata imitazione di una tradizione straniera), preferendo il presepe. 
Nel 1991, l'albero di Natale di Gubbio, alto 650 metri e decorato con oltre 700 luci, entrò nel Guinness dei primati come l'albero di Natale più alto del mondo.

### Zampognari
Tradizione tipicamente italiana è invece quella degli zampognari, ovvero uomini vestiti da pastori e muniti di zampogna, che scendono dalle montagne, suonando musiche natalizie.: Questa tradizione, risalente al XIX secolo, è particolarmente diffusa nel Sud del Paese
Una descrizione degli zampognari abruzzesi è fornita da Héctor Berlioz nel 1832.

### Portatori di doni
Tipici portatori di doni del periodo natalizio in Italia sono Santa Lucia (le notti del 12 e13 dicembre), Gesù Bambino, Babbo Natale (il nome dato a Santa Claus), e, il giorno dell'Epifania, la Befana.

#### Santa Lucia
Tradizionale portatore di doni in alcune zone dell'Italia, come a Verona, a Udine, a Lodi, a Cremona, a Pavia, a Brescia, a Bergamo e a Piacenza è Santa Lucia nella notte tra il 12 e il 13 dicembre.
A Siracusa, in Sicilia, l'omonima celebrazione locale dura dal 13 al 20 dicembre.
Secondo la tradizione italiana, Santa Lucia si presenta in sella al suo asinello e i bambini devono lasciare una tazza di tè per la santa e un piatto di farina per l'animale.

#### Befana

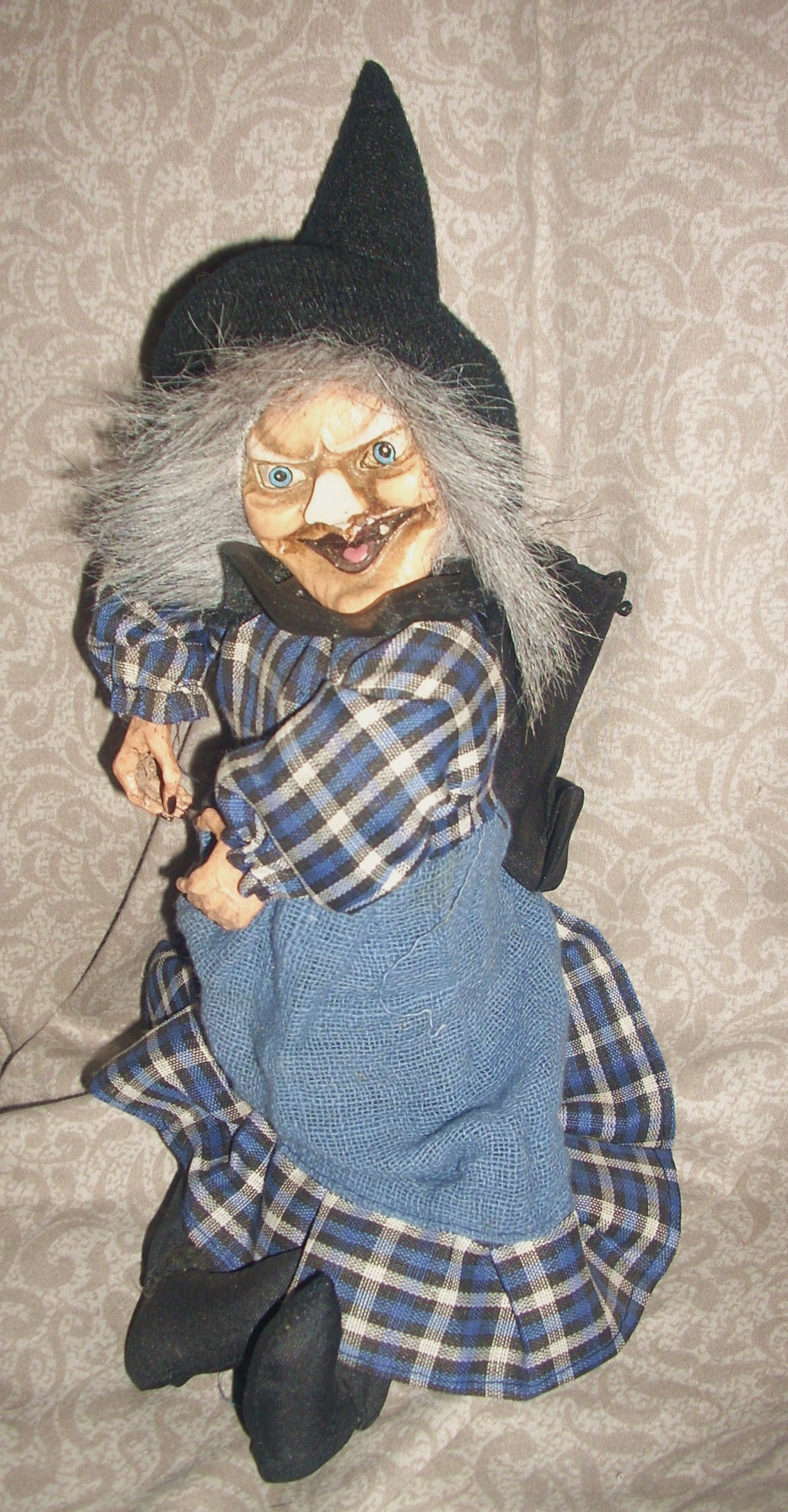
Bambola raffigurante la Befana

Una figura tipica del folclore natalizio italiano è la Befana, raffigurata come una vecchia strega su una scopa, che compare come portatrice di doni il 6 gennaio, giorno dell'Epifania: secondo la tradizione, questa figura porta regali (di solito dolci all'interno di una calza) ai bambini buoni e carbone ai bambini cattivi.
La Befana, il cui nome è una "corruzione" del vocabolo "Epifania", è una figura collegabile ad altre che si riscontrano anche in altre culture, come la tedesca Frau Berchta e la russa Babuška.
Alla figura della Befana è dedicata una celebre filastrocca:
La Befana vien di Notte 

con le scarpe tutte rotte 

il cappello alla romana 

viva viva la Befana

## Gastronomia
Secondo la tradizione la cena della Vigilia di Natale non deve contenere carne. Un piatto diffuso, soprattutto al Sud, è l'anguilla o il capitone.

### Dolci

#### Panettone

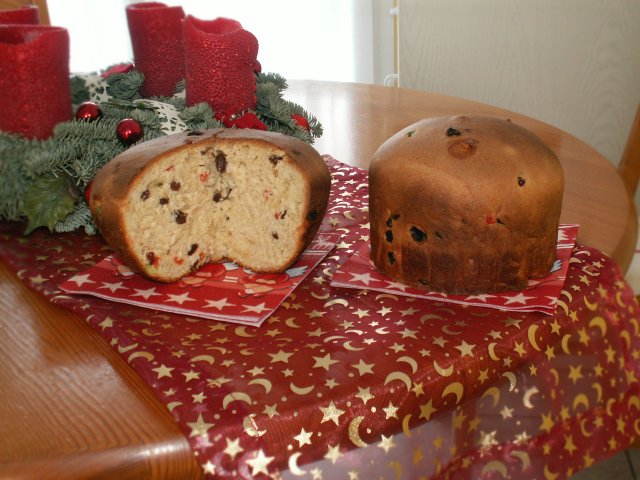
Un panettone

Tipico dolce natalizio italiano è il panettone, un dolce con uvetta e canditi originario di Milano, ma diffuso in tutto il territorio.
Le origini di questo dolce risalgono forse già al XII secolo.
Il nome "panettone" deriva forse da "pan del Ton", con riferimento ad una delle leggende sulle origini di questo dolce, che sarebbe stato creato da uno sguattero di nome Toni al servizio del Duca Ludovico.
Questo dolce natalizio fu particolarmente apprezzato dallo scrittore Alessandro Manzoni e dal compositore Giuseppe Verdi.

#### Pandoro
Altro tipico dolce natalizio italiano diffuso in tutto il territorio è il pandoro, un dolce originario di Verona, creato nel 1884 da Domenico Melegatti.
Il nome di questo dolce deriverebbe da "pan de oro", in ricordo di un dolce a forma conica, che ai tempi della Repubblica Serenissima veniva ricoperto di foglie d'oro zecchino.

#### Torrone
Originario del Nord Italia, ma diffuso su tutto il territorio, è anche il torrone.
Secondo la tradizione, il torrone avrebbe avuto origine da un dolce servito a Cremona il 25 ottobre 1441 in occasione del matrimonio tra Francesco Sforza e Bianca Maria Visconti.

#### Mandorlato
Dal Nord Italia, segnatamente da Cologna Veneta, proviene il mandorlato.
Le origini di questo dolce risalgono probabilmente ai rapporti commerciali che la Repubblica di Venezia intratteneva con l'Oriente.

#### Struffoli
Provenienti dal Sud Italia, ma diffusi in tutto il territorio, sono gli struffoli: conosciuti già nel XVII secolo, il loro nome deriva forse dal greco strongoulos, che significa "rotondo".

## Tradizioni popolari e gastronomia regione per regione

### Abruzzo
A Lanciano, le festività natalizie si aprono il 23 dicembre con il rintocco di una campana, detta "La Squilla". Questa tradizione, alla quale segue una processione di fedeli munite di candele, si rifà ad un viaggio di 3 km che tra il 1588 e il 1607 veniva compiuto annualmente il Vescovo Tasso, il quale soleva recarsi a piedi nudi dal suo palazzo fino alla chiesa dell'Iconicella.
Nel paesino abruzzese di Tufillo, sempre in provincia di Chieti, il giorno della vigilia di Natale, viene bruciata la "farchia", un tronco che può raggiungere la lunghezza di 20 metri.
Nella frazione di Santo Stefano di Sante Marie, in provincia dell'Aquila, si svolge invece una processione con in mane delle fiaccole, chiamate localmente ntosse mentre in alto, sul monte sovrastante il paese si usa dare fuoco ad una Capanna fatta di fascine.I vecchi erano soliti trarre auspici sul raccolto dell'anno nuovo secondo la direzione del fumo: verso i castagneti o verso le vigne.

#### La tradizione del presepe in Abruzzo
In Abruzzo, la tradizione del presepe è attestata almeno si dal 1567, quando in un inventario del Castello di Celano viene menzionato il presepe della famiglia Piccolomini.

### Basilicata
In Basilicata le festività natalizie iniziano il giorno 8 dicembre con l'allestimento di mercatini di Natale nel capoluogo della regione Potenza. Inoltre è famoso il presepe vivente che viene allestito nei Sassi della città di Matera, Patrimonio Unesco.

### Calabria
In Calabria, le festività iniziavano ufficialmente con il giorno di sant'Andrea, giorno in cui le nonne recitavano ai nipoti la seguente filastrocca
Santu 'Ntria ha portat"a nova:

alli sia è de Nicola,

all'ùottu è de Maria,

alli trìdici è de Lucia,

alli vintunu San Tumàsu canta:

'U vinticincu è la Nascita Santa!
In seguito, si sentiva il suono degli zufoli, che annunciava l'arrivo del periodo natalizio, come diceva il detto Quannu sient i fisc-chietti sonari: Terullèru!.. - È venutu Natali.
Tra i piatti tipici di natale ci sono la cicerata, i zippuli, i chjinuli, i laci e la pitta 'nchiusa.

### Campania

#### Il presepe napoletano

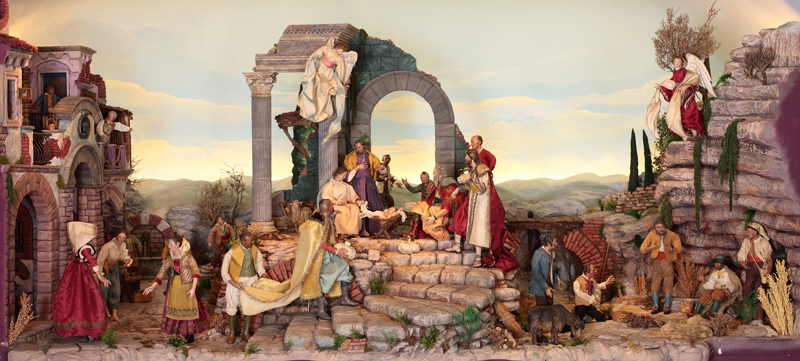
Un presepe napoletano

Il presepe napoletano si diffuse a partire dal XVIII secolo, quando veniva prodotto per i sovrani e la nobiltà locale, e conobbe il periodo di massimo splendore sotto il regno di Carlo di Borbone.
Il presepe napoletano si caratterizza, oltre che per la presenza dei personaggi relativi alla Natalità, di personaggi relativi alla vita quotidiana, quali erbivendoli, mendicanti, venditori ambulanti, pastori della Majella, ecc. Vi si riscontrano figure non solo legate alla Cristianità, ma spesso legate a credenze popolari e riti scaramantici.
A Napoli, vi è anche una via chiamata proprio "Strada degli artigiani del presepe".

### Emilia-Romagna
In Emilia-Romagna era diffusa un tempo la tradizione del ceppo di Natale, la cui accensione spettava al capofamiglia. Dopo l'accensione del ceppo, aveva luogo l'arimblén, una pesca che si prefiggeva lo scopo di indovinare l'andamento dell'anno nuovo.
Dolce tipico era il pan 'd Nadel ("pane di Natale").

### Friuli-Venezia Giulia
In Friuli Venezia Giulia, nella notte del 12 dicembre, passa Santa Lucia che porta doni ai bambini.

### Liguria
Un tempo in Liguria, si usava addobbare la casa con dei lunghi fili di spago, decorati con bacche di ginepro, alloro, rametti di ulivo, maccheroni e noci.
Tra le pietanze tipiche del periodo erano tradizionalmente i natalini in brodo, dei maccheroni di pasta di semola di grano duro lisci, i cavoli bolliti conditi con l'olio, la focaccia di granturco, ecc.
Sulle tavole imbandite si trovano solitamente a scopo propiziatorio anche uno scopino di erica (che era stato fatto precedentemente benedire durante la messa di mezzanotte), una pizzico di sale, la cassoa (mestolo forato), e del pane bianco destinato ai poveri e agli animali.

### Lombardia
A Milano, ha luogo durante il periodo dell'Avvento la fiera dedicata a Sant'Ambrogio e detta degli O bei o bei.

### Molise
Tra le tradizioni particolari del Molise, vi è la 'Ndocciata, una fiaccolata che si tiene la sera dell'Immacolata Concezione e della Vigilia di Natale nel paese di Agnone, in provincia di Isernia.

### Puglia
In varie città della Puglia, i festeggiamenti natalizi iniziavano con il 6 dicembre, festa di san Nicola, quando gli organi delle chiese suonavano "La pastorella" o la "Ninna nanna".
A Taranto, invece, la stagione natalizia inizia nella notte tra il 22 e il 23 Novembre in occasione dei festeggiamenti in onore di Santa Cecilia, patrona della musica; in particolare, è diffusa l'usanza di preparare Pettole e di accogliere le bande cittadine che nella notte eseguono composizioni musicali tipiche note come "pastorali".
Un tempo, in alcuni paesini della provincia di Bari, venivano accese dodici candele a partire dal giorno di santa Lucia, candele che venivano poi spente una ad una man mano che ci si avvicinava al Natale.
Il giorno della Vigilia, era tradizione digiunare il mezzogiorno, come suggerisce il proverbio che dice Chi non fasce u desciune de Natale, o è turche, o è cane.
A Lecce si organizza "la fiera di Santa Lucia", un mercatino natalizio dedicato alle rappresentazioni della natività in cartapesta leccese.
In parte della provincia di Brindisi e nella provincia di Lecce è molto diffuso il culto in onore di Sant'Antonio abate e le festività natalizie si prolungano fino al giorno della festa il 17 gennaio, in cui tradizionalmente si tolgono gli addobbi. In particolare, a San Pancrazio Salentino in provincia di Brindisi è diffuso un detto popolare che recita L'Epifania tutti li festi si porta via, ma poi eni Sant'Antoni ca dici 'spetta 'spetta ca 'rria la mia.

### Sicilia

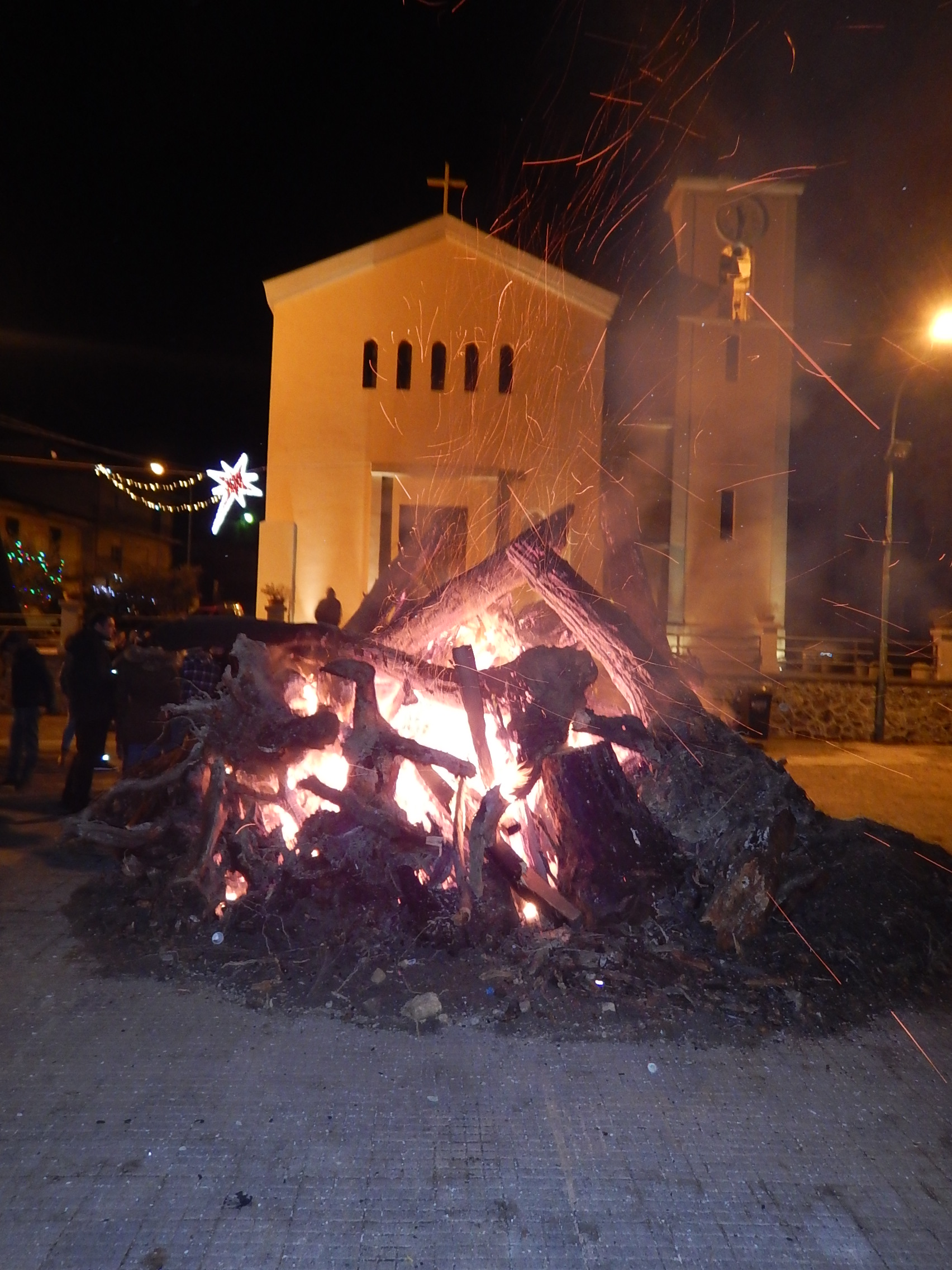
Zuccu a Fondachelli-Fantina, Sicilia

Un tempo, in Sicilia, a partire dal 13 dicembre, in ogni abitazione veniva allestita la grotta di Natale preparata con la cosiddetta "spina pulici", un asparago selvatico che veniva intrecciato. In questo presepe erano solitamente presenti figure quali u zu innaru, un uomo anziano infreddolito, e u spaventato. In molti paesini della Sicilia orientale è tradizione per la notte di Natale accendere nelle principali piazze un grande falò, chiamato u zuccu, per riscaldare il Bambin Gesù.

### Veneto
In Veneto, piatto tipico della Vigilia di Natale sono i bigoli con le sarde e polenta e scopeton. Nella Val di Chiampo e nella zona di Valdagno, si mangiavano invece le lumache, mentre nei Paesi montani della Val Leogra si consumava il gatto in umido (considerato alla stregua del coniglio).

## Musica natalizia

### Canti natalizi tradizionali originari dell'Italia
- Befanata
- Dormi, dormi, o bel Bambin, originario del Nord Italia[32]
- La leggenda del lupino[32]
- Lusive la lune (La canzone della notte di Natale), canto del XVIII secolo originario del Friuli[32]
- Nacette lu Messia[32]
- Natu natu Nazzaré, originario delle Marche[33]
- O Bambino mio divino, composta dal Lotti (XVIII secolo) [2][34]
- La pastorella, originario del Veneto[32]
- Quanno nascette Ninno, composto nel 1758 da Alfonso Maria de' Liguori[2][35]
- Santa Lucia, composta nel 1849 da Tedoro Cottrau[36]
- Tu scendi dalle stelle, rielaborazione di Quanno nascette ninno[2][35][37]

Molte canzoni natalizie tradizionali sono presenti nel repertorio di gruppi quali i Ricchi e Poveri e cantanti quali Al Bano, Andrea Bocelli, Luciano Pavarotti, Laura Pausini e tanti altri.
Nel panorama tradizionale sono stati poi inclusi brani non propriamente tradizionali e composti agli inizi della seconda metà del XX secolo, quali Vorrei salir sull'ali di una stella (1946), Canzone di Natale (1950) e Caro Gesù Bambino (composta da Piero Soffici e presentata alla seconda edizione dello Zecchino d'Oro nel 1960).

### Adattamenti in italiano di canti natalizi stranieri
- Astro del ciel, adattamento di Stille Nacht[2]
- Bianco Natale, adattamento di White Christmas[39]
- Din don dan, adattamento di Jingle Bells
- Il piccolo tamburino, adattamento di The Little Drummer Boy

### Canzoni natalizie non tradizionali
Notevole, nell'ambito della musica natalizia in Italia, è anche il contributo di cantanti, gruppi, cantautori, parolieri e compositori di musica leggera, pop e rock.
Qui di seguito, viene pubblicato un elenco parziale in ordine alfabetico di brani originali non tradizionali scritti da autori vari e dedicati al Natale ed incisi da interpreti italiani o pubblicati in Italia:
- Alleluia  (in lingua inglese; 1986)[40]
- A Natale puoi - Alicia (2005)[41]
- Anche quest'anno è già Natale - Andrea Mingardi (2002)
- La Befana trullallà  - Gianni Morandi (1978)[42]
- Biglietto d'auguri - Pierangelo Bertoli[43][44]
- Buon Natale  - Paolo Barabani (1981)[45]
- Buon Natale  - Raffaella Carrà (1984) [46]
- Buon Natale - Cristina D'Avena (1990)[47]
- Buon Natale - Enzo Iacchetti e altri (2011)[48]
- Buon Natale - Bruno Lauzi (1981)[49]
- Buon Natale - Mario Trevi (1965)[50]
- Buon Natale - Renato Zero (1980)[51]
- Buon Natale (se vuoi) - Eros Ramazzotti (2015)[52]
- Buon Natale a tutto il mondo - Domenico Modugno (1979)[53]
- Buon Natale tutto l'anno - Quartetto Cetra (1986)[54]
- Casa a Natale - Tiziano Ferro (2020)
- Cena di Natale - Annalisa (2020)
- C'era una volta Natale - Enrico Ruggeri[55]
- E così viene Natale - Adelmo e i suoi Sorapis (1993)[56]
- È nato si dice - Pierangelo Bertoli[43]
- E non serve che sia Natale - Pooh (1994)[57]
- Forse Natale - Pooh (1986)[57]
- Leggenda di Natale - Fabrizio De André (1968)[49]
- La luce delle stelle - Gianni Togni (1986)[58]
- Le luci di Natale - Max Pezzali (1999)[53]
- Il mio regalo - Pierangelo Bertoli (1993)[43][44]
- Mo' vene Natale - Renato Carosone (1955)[59]
- Natale - Angelo Branduardi (1983)[60]
- Natale - Francesco De Gregori (1978)[61]
- Natale a Milano - La Crus (1999)[49]
- Un Natale che non finirà - Ivana Spagna (1995)[62]
- Il Natale dei ricordi - Enrico Ruggeri (1999)[63]
- È Natale - Mina (1988)[53]
- Il Natale è il 24 - Piero Ciampi (1971)[64]
- Natale Occidentale - Cristiano De André (1990) [65]
- Natale tutto l'anno - Ron[66]
- Ninna nanna di Natale - Umberto Bindi (1961)[56]
- Notte di Natale  - Claudio Baglioni (1970) [49]
- O è Natale tutti i giorni  - Luca Carboni e Jovanotti (1993; adattamento di More Than Words degli Extreme)[56]
- Piccola lettera di Natale - Enrico Ruggeri[67]
- Regali di Natale - Antonello Venditti (2008)
- Rosso Natale - Red Canzian (1986)[56]
- Stella d'oriente - Mario Trevi (1965)[68]
- Venticinque dicembre - Francesco Baccini (1993)

Anche molte canzoni straniere sono diventate simbolo del Natale italiano tra queste:
- All I Want for Christmas Is You - Mariah Carey (1994)
- Rockin' Around the Christmas Tree - Brenda Lee (1958)
- Last Christmas - Wham! (1984)
- Christmas Lights - Coldplay (2010)
- Santa Tell Me - Ariana Grande (2014)
- Happy Xmas (War Is Over) - John Lennon, Yoko Ono (1979)
- Halleluiah - Leonard Cohen (1984)
- All Alone on Christmas - Darlene Love (1992)
- Thank God It's Christmas - Queen (1984)
- Do They Know It's Christmas? - Band Aid (1984)

## Proverbi italiani dedicati al Natale
- A Natale, o grosso o piccino, su ogni tavola c'è il tacchino[69]
- Natale con i tuoi, Pasqua con chi vuoi[2]

### Proverbi meteorologici
- A Natale, freddo cordiale[69]
- Fino a Natale il freddo non fa male da Natale in là, il freddo se ne va[69]
- Natale al balcone e Pasqua al tizzone[69]

## Il Natale nella cultura di massa italiana

### Letteratura
- La Favola di Natale, opera letteraria di Giovannino Guareschi del 1944[70]
- Natale, poesia di Giuseppe Ungaretti (in Vita di un uomo, 1969)[71]

### Teatro
- Natale in casa Cupiello, commedia di Eduardo De Filippo [72]

### Cinema
Nella cinematografia italiana, il tema delle vacanze natalizie ha ispirato un filone cinematografico di film commedia noto come "cinepanettone".
Capostipite del genere è il film Vacanze di Natale, film del 1983 diretto da Carlo Vanzina. Molti dei film del genere (quali Vacanze di Natale '95, Vacanze di Natale 2000, Merry Christmas, Natale sul Nilo, Natale in India, Christmas in Love, Natale a Miami, ecc.) hanno visto come protagonista la coppia formata da Massimo Boldi e da Christian De Sica.

### Televisione
Per alcuni anni, dal 1984 al 1988, su Canale 5 andò in onda La merenda è servita, una speciale versione natalizia de Il pranzo è servito, gioco interamente dedicato ai bambini, in cui partecipavano due squadre ognuna composta da un bambino e una bambina. Le portate vennero adattate con riferimento ai dolci natalizi. Il premio finale consisteva in giocattoli.
Svariati erano gli spot televisivi di aziende che con lo spot promuovevano i loro prodotti, tra cui Coca Cola, Bistefani, Gig, Sapori, Bauli, Melegatti, molti dei quali rimasti indimenticati.

## Il Natale italiano nella cultura di massa di altri Paesi
- Alle celebrazioni del Natale italiano e, in particolare, alla formula d'augurio "Buon Natale", si ispira il brano degli anni cinquanta, composto sulle note de "La Spagnola" da Frank Linale e Bob Saffer Buon Natale (Means Merry Christmas to You), brano inciso da Nat King Cole con Dean Martin, Gene Autry e Jimmy Roselli[74][75]

## Galleria d'immagini

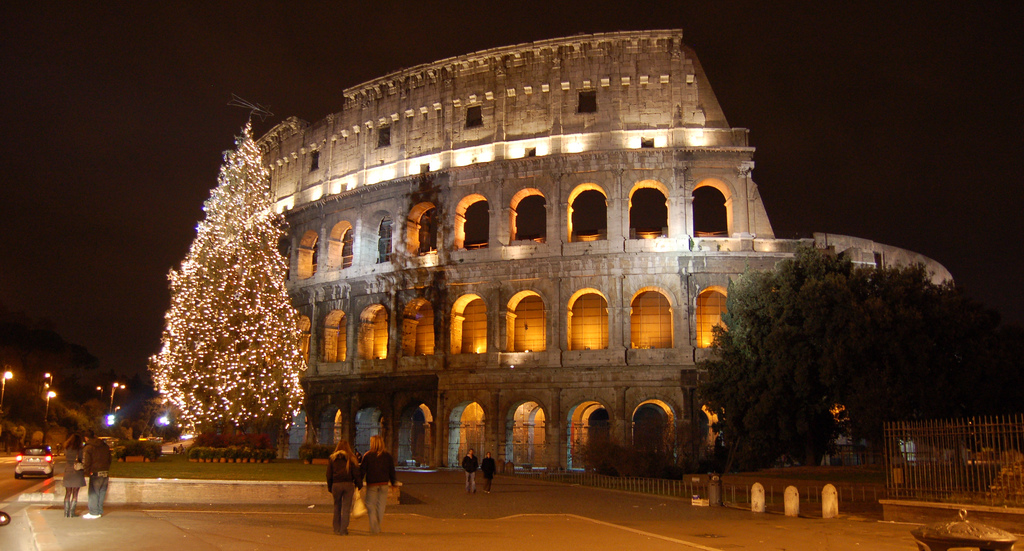
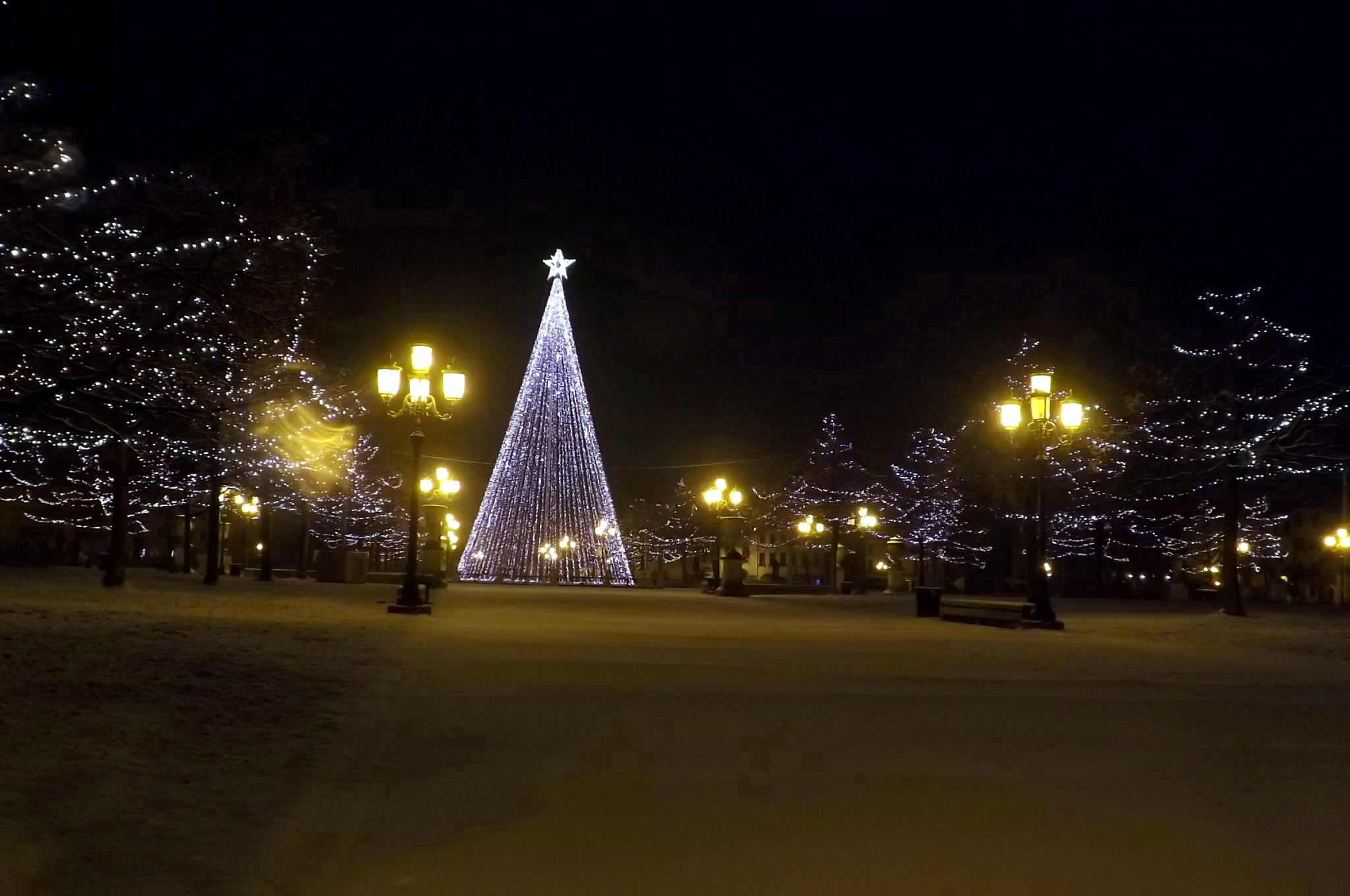
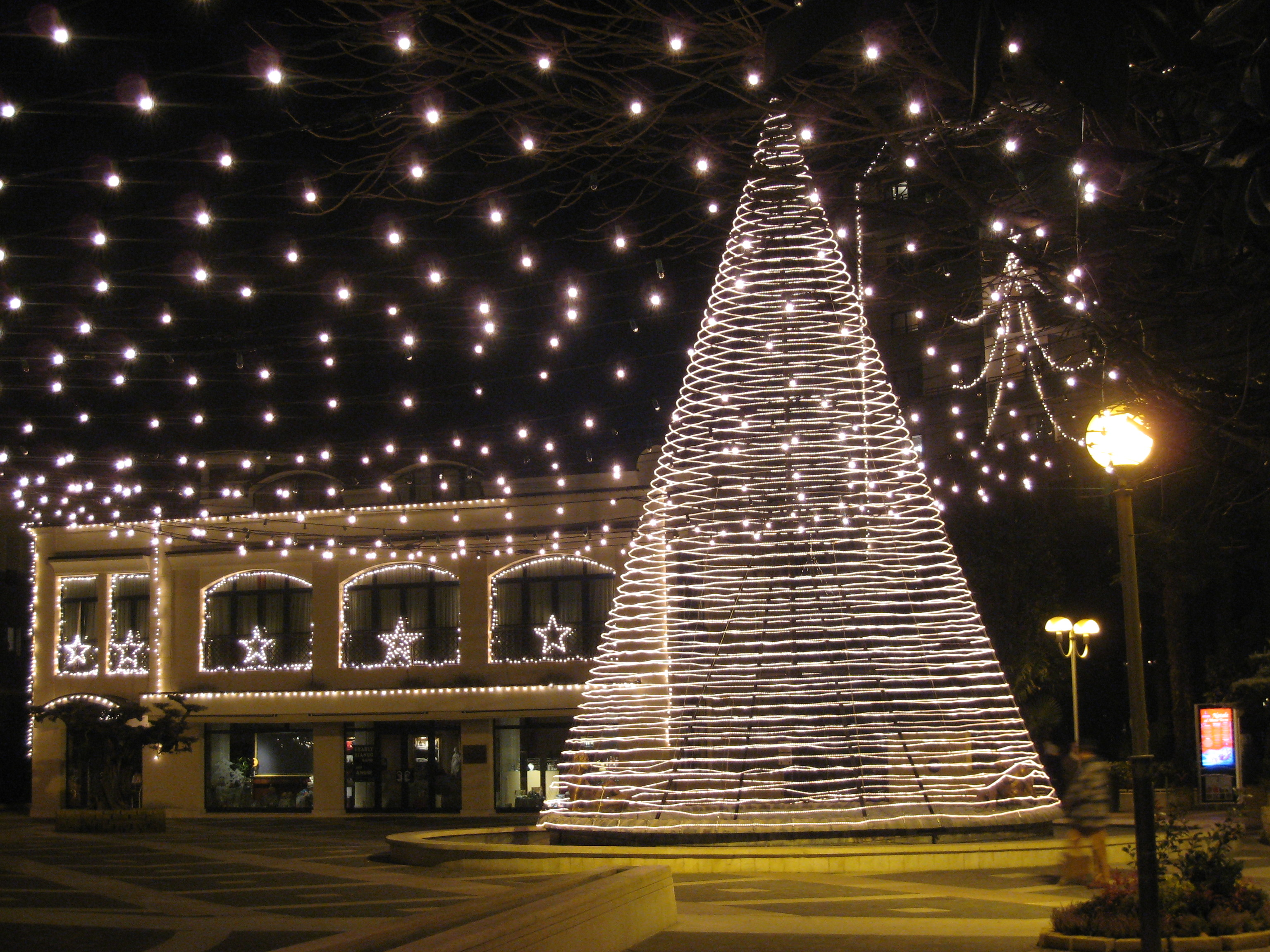
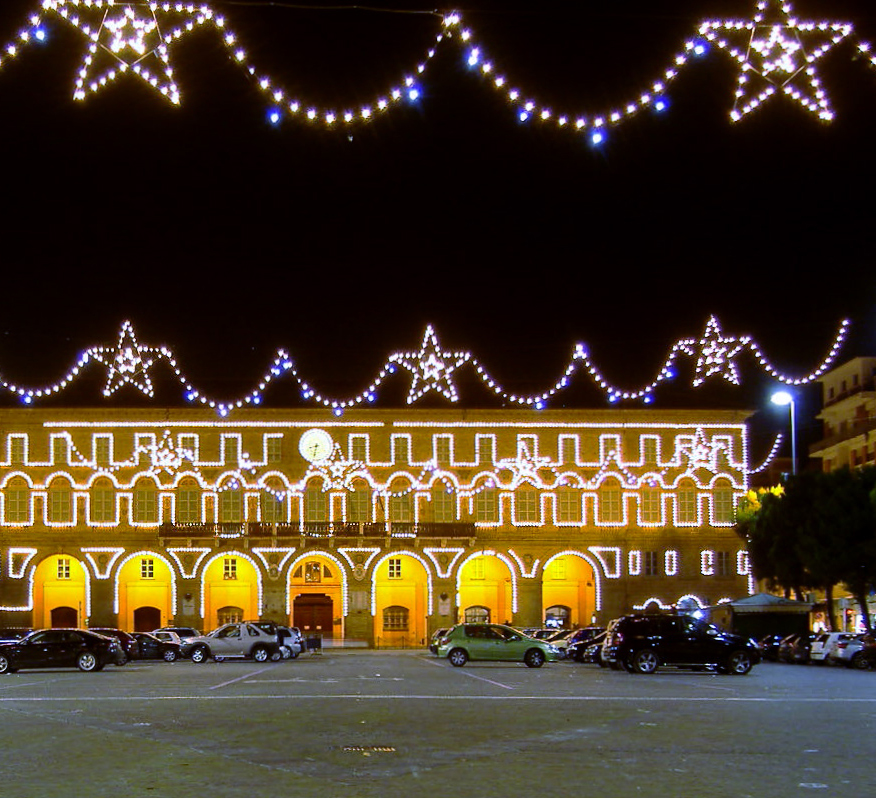
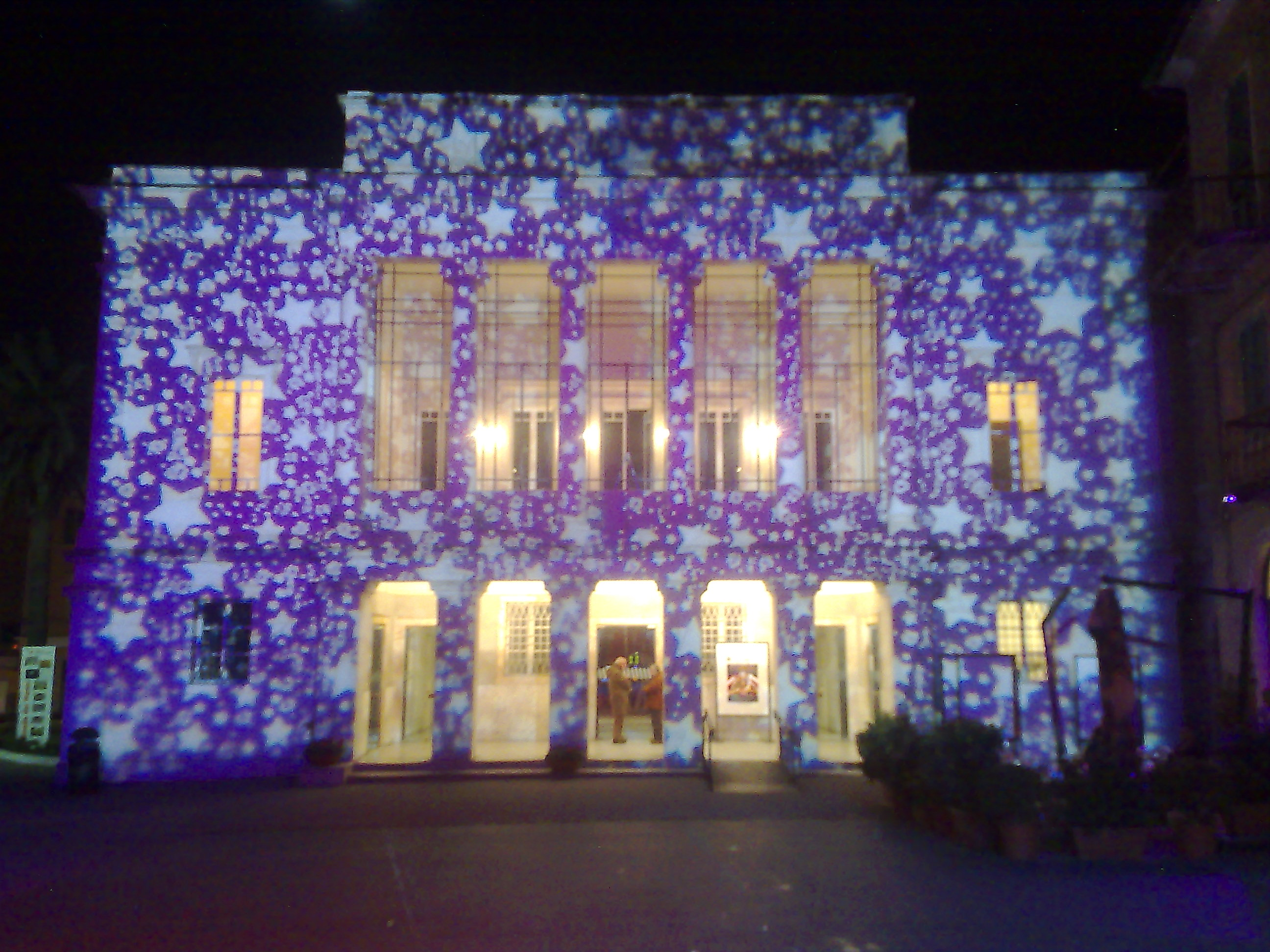
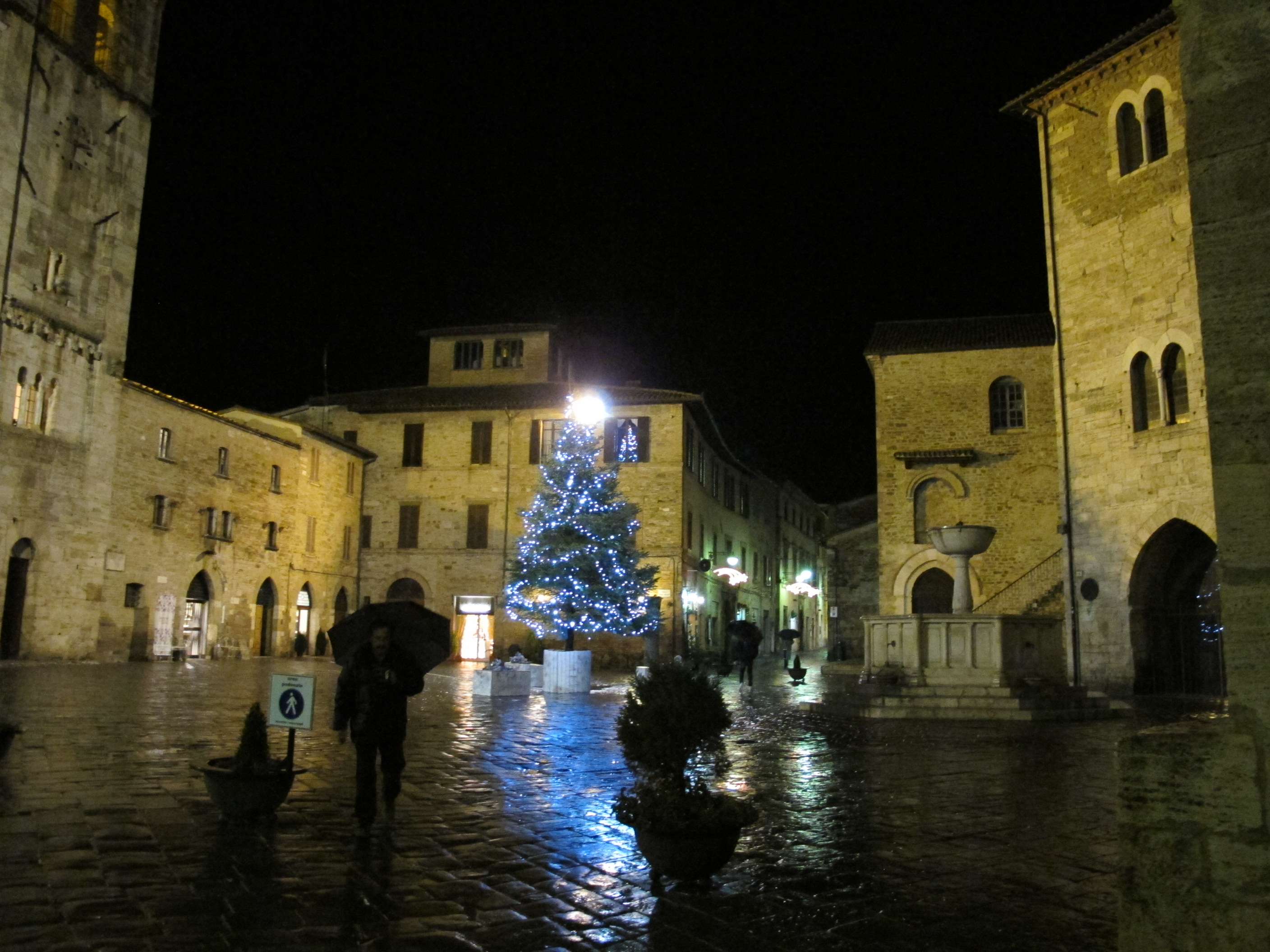
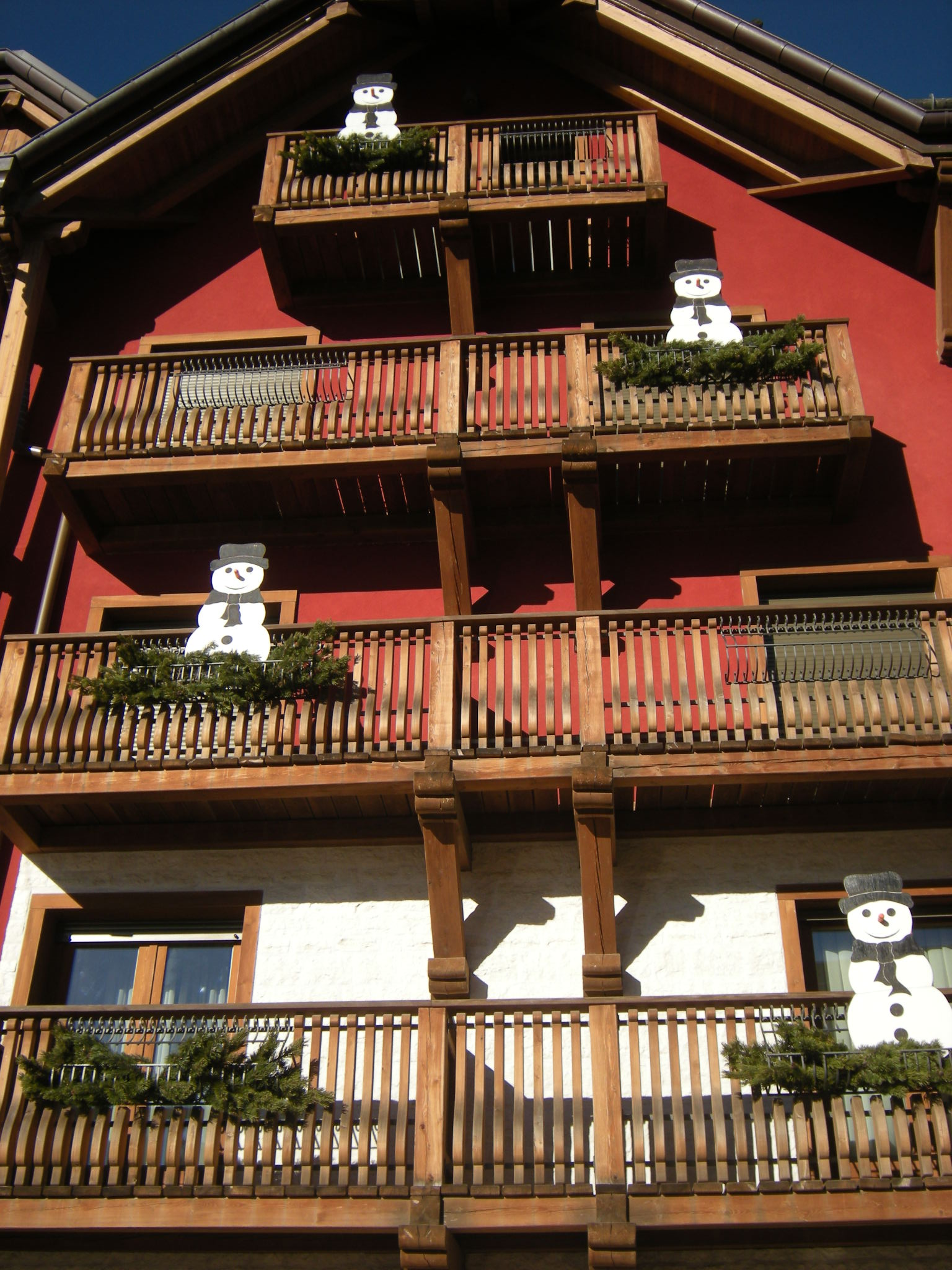
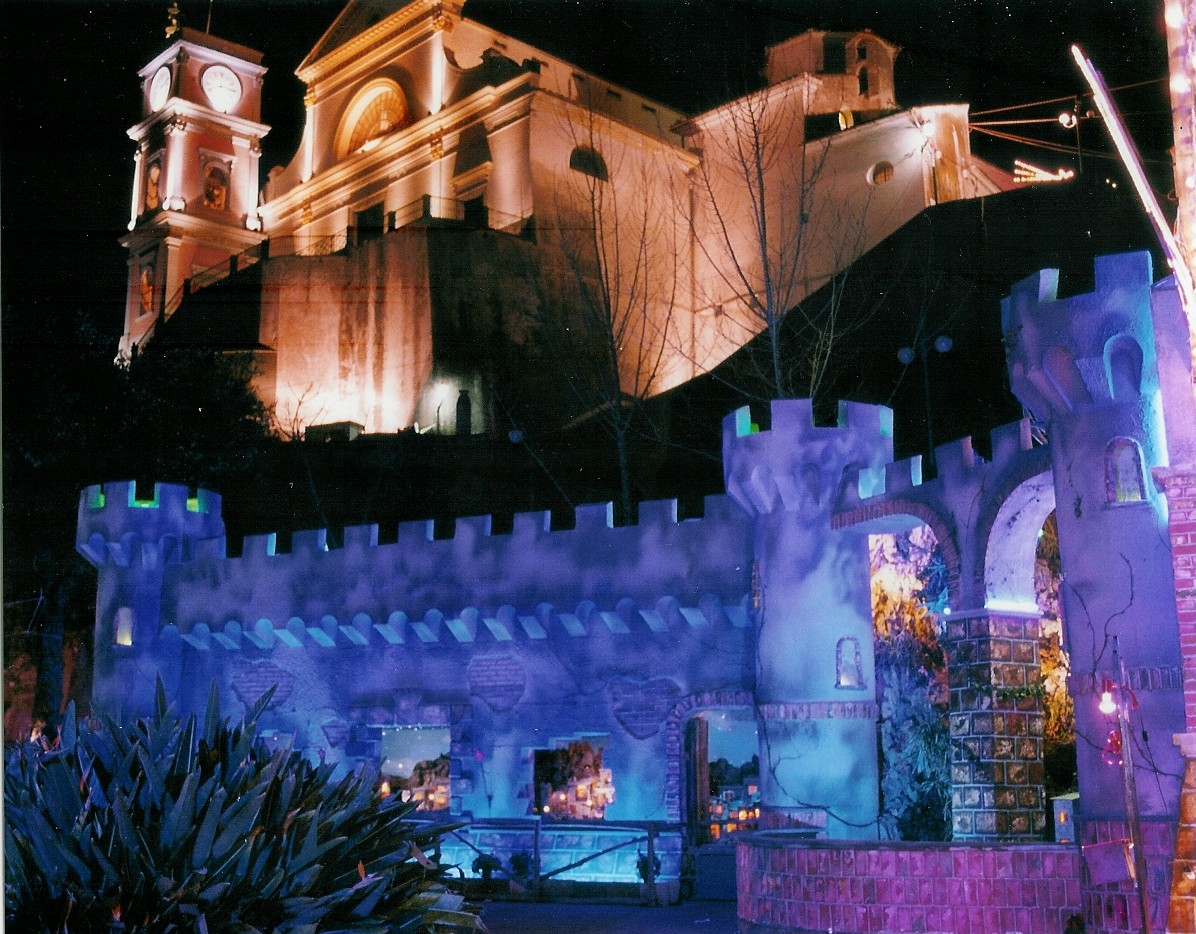
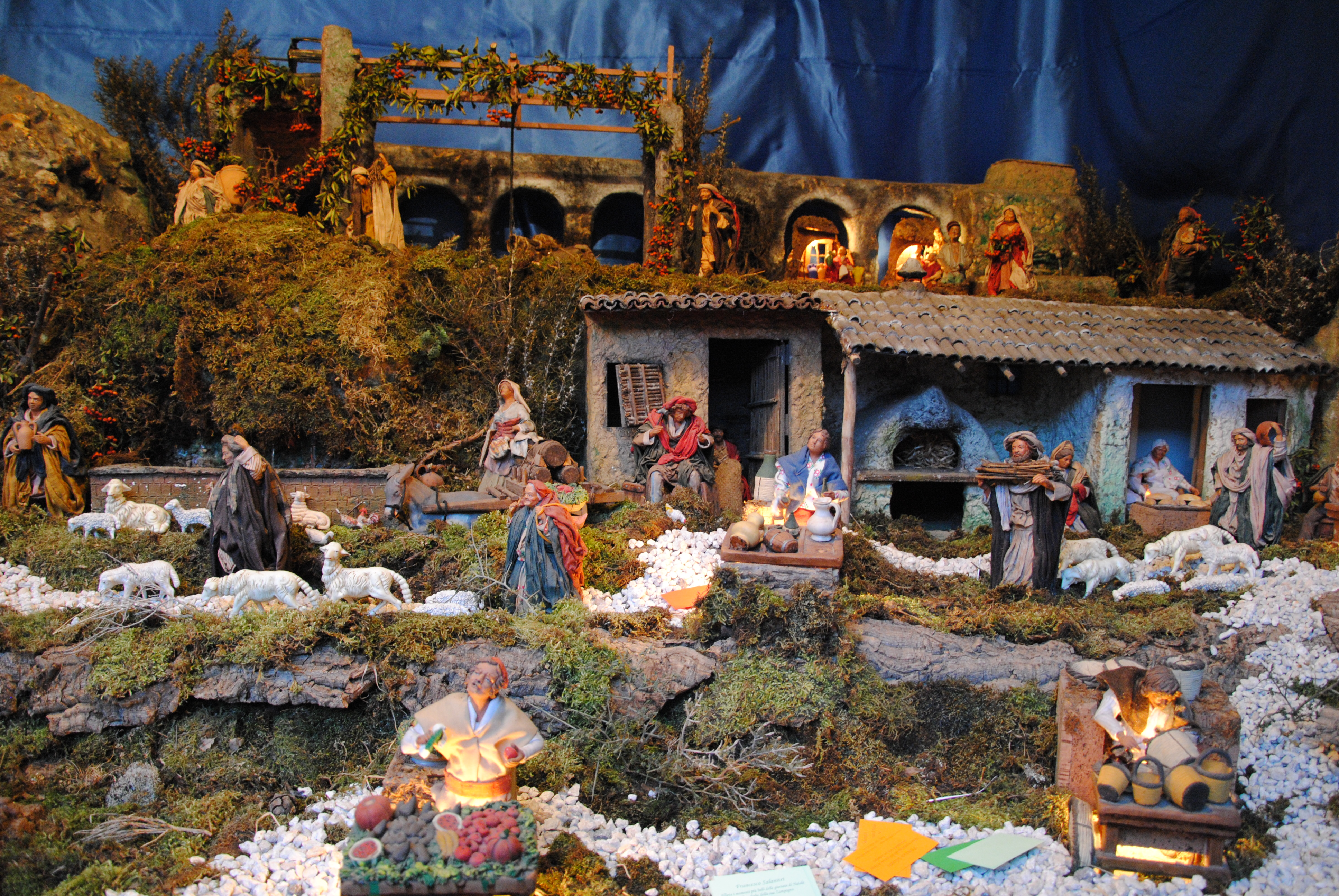
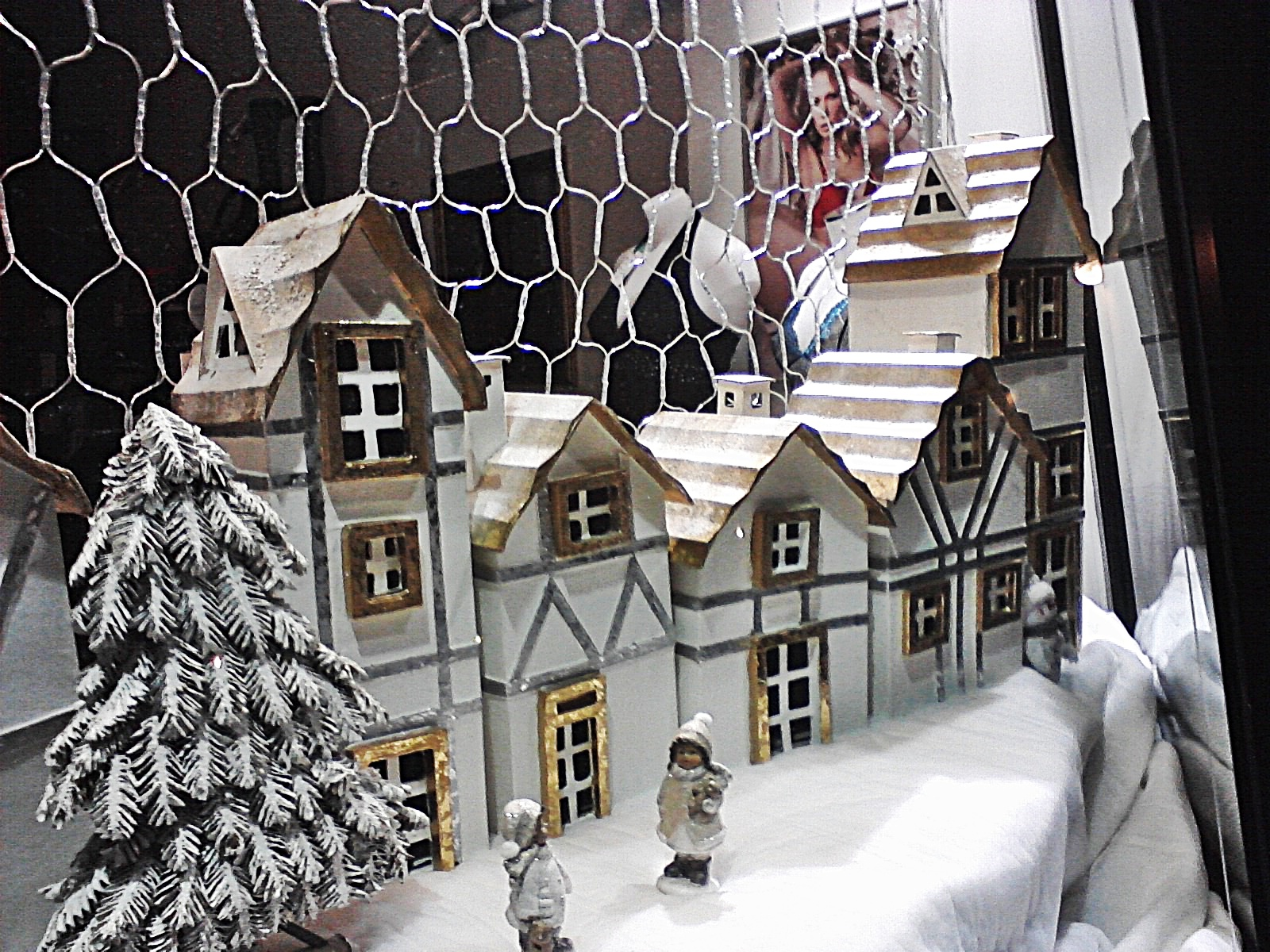
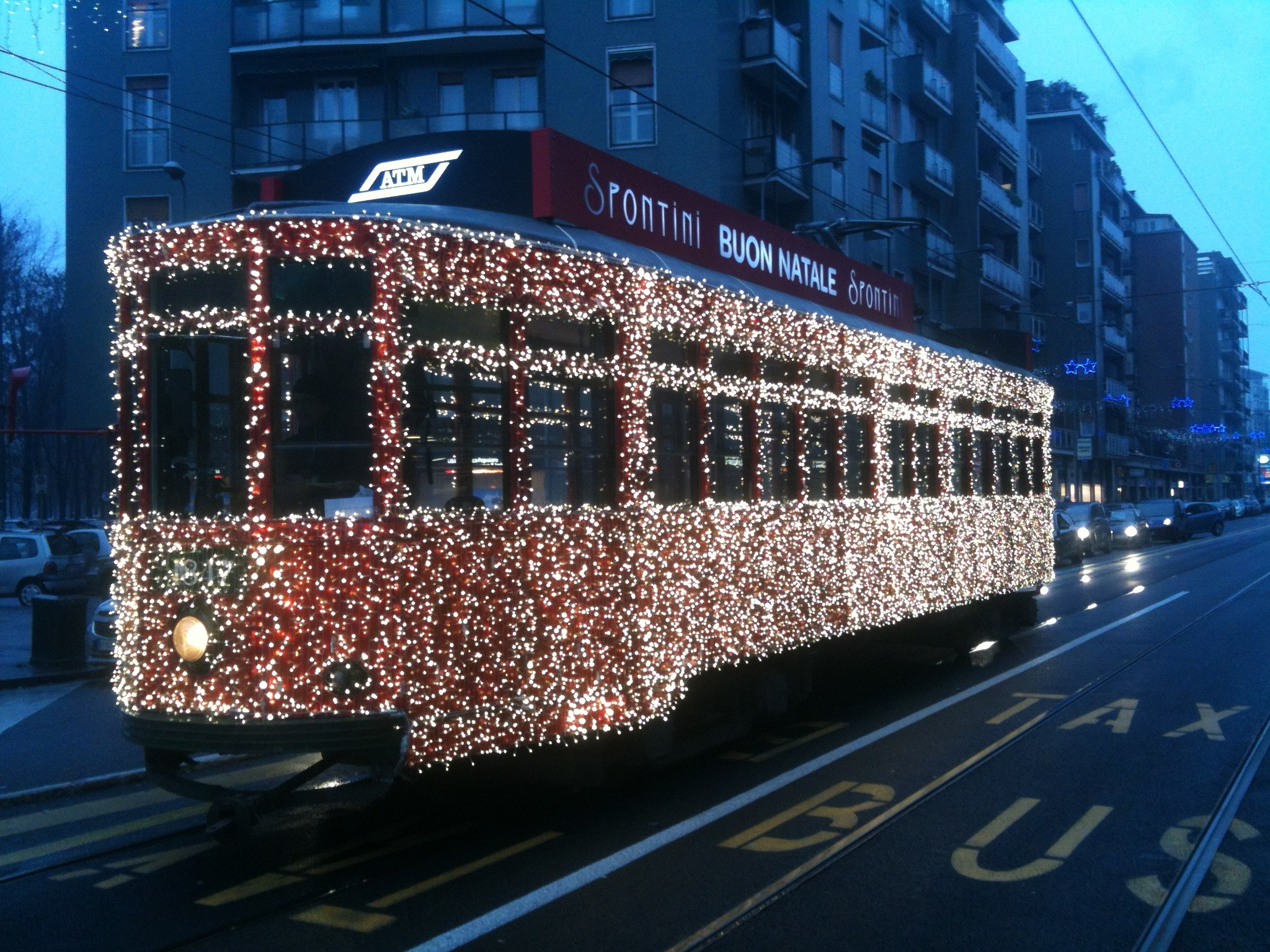